# Арктическая политика Китая
Арктическая политика Китая описывает подход Китая к международным отношениям с арктическими странами, а также его планы по развитию инфраструктуры, расширению военного потенциала, проведению исследований и добыче ресурсов за Полярным кругом. Важным компонентом этого плана является строительство Полярного Шёлкового пути, сети торговых путей через Арктику, чтобы ускорить глобальные морские перевозки.
В январе 2018 года Китай опубликовал официальный документ по арктической политике. Документ рисует картину того, как Китай рассматривает экономические возможности, которые предлагает регион. При этом Китай пообещал активно участвовать в арктических делах в качестве «приарктического государства» и основного заинтересованного лица в Арктике. Китай также сосредоточился на развитии возможностей военного планирования, которое будет распространяться на арктический регион.

## Предыстория
С глобальным потеплением и таянием полярных льдов откроется больше ресурсов для разведки и эксплуатации, что приведёт к повышению интереса к инвестициям в регион.

### Приарктические государства
Интерес к арктическому региону не ограничивается прибрежными государствами, так как многие неарктические страны были приняты в члены или наблюдатели Арктического совета, включая Францию, Германию, Италию, Нидерланды, Польшу, Испанию, Великобританию, Японию, Южную Корею, Сингапур, Индию и Китай. Китай неуклонно подтверждает своё присутствие в регионе, в 2018 году объявив себя «приарктическим государством». Между тем среди учёных, СМИ и общественности до сих пор не утихают споры о том, каково его законное место в Арктике. Единственное единодушие среди общественности, похоже, заключается в том, что Арктика принадлежит человечеству, а не какой-то одной стране или группе стран.
В отношении термина «околоарктический» в отчёте уточняется, что Китай является «одним из континентальных государств, наиболее близких к Полярному кругу».

## История китайско-арктической политики
В 1925 году Китай подписал Шпицбергенский трактат, который позволяет подписавшим сторонам вести коммерческую деятельность на Шпицбергене. К обсуждению в китайских СМИ иностранных ядерных ракет над Шпицбергеном в 1980-е годы присоединилось обсуждение полезных ископаемых, рыболовства и транспортного потенциала Арктики.
Одними из первых научных проектов являются Институт полярных исследований Китая в Шанхае, первые полевые исследования которого датируются концом 1980-х годов, а также создание Китайского журнала полярных исследований Академией наук в 1988 году. Первая экспедиция состоялась в 1984 году, всего их было 26 (по состоянию на 2011 год).
В 1995 г. китайские ученые впервые побывали на Крайнем Севере, за Полярным кругом. В 1996 году Китай присоединился к Международному научному комитету по Арктике.
С 1999 года спущена на воду серия исследовательских судов, в том числе Xue Long. Начали проводиться постоянные арктические экспедиции. Направления исследований совершенно разнообразные: океанография, биосфера, структура льда, динамика его таяния, экологий, мониторинг погоды, а также влияние изменения климата на экономику..
В 2004 году Китай построил свою первую арктическую станцию Хуанхэ на Шпицбергене в сотрудничестве с Норвегией, которая снабжает и обслуживает станцию.
В 2010 году китайские лидеры продвигают осторожную политику в отношении Арктики, чтобы не вызвать негативной реакции со стороны арктических государств. При этом Китай пытается позиционировать себя так, чтобы его не исключали из доступа в Арктику. Китай особенно настороженно относится к арктическим намерениям России. Китайские наблюдатели отметили решение России возобновить полёты бомбардировщиков над Арктикой и водружение российского флага на дно арктических морей в августе 2007 года.
В марте 2012 года не было официального заявления правительства Китая о политике в отношении Арктики, хотя китайские учёные и академики всё активнее проявляют активность в регионе и формулируют национальную политику.
В августе 2012 года «Снежный дракон» стал первым китайским судном, прошедшим по Северо-Восточному морскому пути. Второй китайский ледокол планировалось спустить на воду в 2014 году.
В мае 2013 года Китай становится наблюдателем Арктического совета. Госсовет КНР принял решение о строительстве собственных ледоколов, первый из которых был построен в 2013 году. Китайский ледокол способен преодолевать льды толщиной до 1,5 метров и проходить без дозаправки до 20 тысяч морских миль. Судно оснащено батискафами для исследования морского дна, что существенно расширяет его научный потенциал.
В 2014 году генеральный секретарь Коммунистической партии Китая Си Цзиньпин заявил, что Китай должен стать «великой державой».
Отношения североевропейских государств с Китайской Народной Республикой в период до 2016 года характеризовались регулярными встречами на высшем уровне и заключением двусторонних соглашений о сотрудничестве, что отмечено в исследованиях политолога Андреаса Б. Форсби. Северные страны Европы вели конкурентную борьбу за привлечение китайских инвестиций в свои национальные экономики. Правительства данных государств выражали поддержку международным инициативам Пекина, включая Азиатский банк инфраструктурных инвестиций (АБИИ) и расширение китайского присутствия в Арктическом регионе.
В 2018 году COSCO совершила восемь транзитов через Арктику между Европой и Китаем.

## Цели
Согласно официальному программному документу, цели Китая заключаются в том, чтобы «понимать, защищать, развивать и участвовать в управлении Арктикой, чтобы защищать общие интересы всех стран и международного сообщества в Арктике и способствовать устойчивому развитию Арктики».

### Интерес к ресурсам Арктики
В марте 2010 года китайский контр-адмирал Инь Чжо заявил: «Арктика принадлежит всем людям во всём мире, поскольку ни одна страна не имеет над ней суверенитета… Китай должен сыграть незаменимую роль в освоении Арктики, поскольку у нас проживает пятая часть населения мира». От 88 до 95 % ресурсов Арктики приходится на одну из пяти исключительных экономических зон (ИЭЗ) прибрежных государств Северного Ледовитого океана, и Китай вряд ли будет оспаривать положение Морского права, которое создаёт ИЭЗ. Это, в сочетании с отсутствием у китайских компаний арктического опыта, предполагает, что Китай будет сотрудничать с арктическими странами в добыче ресурсов, а не действовать в одиночку. В ближайшем будущем Китай в Арктике сосредоточится на сжиженном природном газе, запасы которого в регионе могут составлять 30 % от неразведанных запасов газа.

### Арктические исследования
Китай тратит на арктические исследования примерно столько же, сколько Южная Корея (гораздо больше, чем США).
Китай занимается исследованиями в области "арктической геологии, географии…, гидрологии, метеорологии, морского льда, биологии, экологии, геофизики и морской химии. Он отслеживает «местные климатические и экологические изменения» и собирает данные о «биоэкологическом характере и качестве окружающей среды». Он также сосредоточен на строительстве «совместных исследовательских (наблюдательных) станций», а также на облегчении навигации по ледяным водам с помощью ледоколов.

#### Xue Long
«Сюэлун» или «Снежный дракон» — один из таких ледоколов, на котором проводятся различные геонаучные исследования. Как и планировалось, Xuelong 2 спущен на воду в 2019 году. Это первый китайский ледокол собственной постройки. Китай планирует разработать атомный ледокол, чтобы стать второй страной после России, сделавшей это.
Сюэлун-2 теперь используется как судно снабжения для исследовательских центров Китая в арктических и антарктических регионах, а также как исследовательское судно с возможностями для геологических и биологических экспериментов и изысканий.

#### Совместные усилия с Исландией
Полярный институт Китая в сотрудничестве с учреждениями Исландии открыл Китайско-исландскую арктическую научную обсерваторию на севере Исландии.

### Полярный шёлковый путь
Китай планирует построить новые судоходные маршруты через Арктику, например, Экономический пояс Шёлкового пути и Морской шёлковый путь. Это совместная китайско-российская инициатива, которая была запущена в 2018 году как «Полярный шёлковый путь» — название, впервые упомянутое российским министром на встрече в 2011 году. Международные санкции, связанные с присоединением Крыма к России и конфликтом на востоке Украины заставили Россию обратиться за технологической и финансовой помощью Китая для развития Ямало-Ненецкого региона.

#### Арктические морские пути
Преимущество арктических морских маршрутов в том, что морское судоходство от Шанхая до Гамбурга примерно на 4000 миль короче через Северо-Восточный морской путь, чем через южный маршрут через Малаккский пролив и Суэцкий канал. Долгосрочной целью Китая является Северный морской путь, который к 2030 году может полностью освободиться ото льда — раньше, чем Северо-Западный проход или Трансполярный морской путь, — что сократит расстояние доставки из Китая в Нидерланды на 23 %. Маршрут уменьшит зависимость Китая от Южного морского пути, на котором есть несколько узких мест, связанных с Соединёнными Штатами. Китай имеет крупнейшее иностранное посольство в Рейкьявике, ожидая, что Исландия станет важным перевалочным узлом.
Китайские арктические эксперты указали на ограничения арктических морских путей, включая суровые условия, увеличение количества айсбергов из-за таяния ледяного покрова Гренландии, более высокие страховые взносы, отсутствие инфраструктуры и небольшие глубины.
Китай остаётся нейтральным в отношении позиции Канады о том, что Северо-Западный проход находится во внутренних водах Канады.

### Окружающая среда и изменение климата
Китай заявил, что ещё одной из их целей является помощь в защите окружающей среды и борьбе с изменением климата в регионе. Это также включает сохранение «живых ресурсов», включая рыболовство.

### Развитие туризма
Китай хочет повысить «экологическую осведомлённость» китайских туристов в регионе, чтобы способствовать снижению выбросов углерода.

### Вклад в управление Арктикой
Китай стремится сотрудничать с другими международными игроками и арктическими государствами для продвижения «мира и стабильности» в регионе. Китай поддерживает «Арктику: территория диалога», «Полярный круг», «Арктические рубежи», «Китайско-северный арктический исследовательский центр».

#### Статус постоянного наблюдателя Арктического совета
Китай является наблюдателем Арктического совета с мая 2013 года. На встрече на уровне министров 2009 года в Тромсё Китай запросил статус постоянного наблюдателя. Запрос был отклонён, по крайней мере частично, потому что члены не смогли договориться о роли государств-наблюдателей. В 2011 году Арктический совет уточнил свои критерии допуска наблюдателей, в первую очередь включая требование к заявителям «признавать суверенитет, суверенные права и юрисдикцию арктических государств в Арктике» и «признавать, что обширная правовая база применяется к Северному Ледовитому океану, включая, в частности, Морское право, и что эти рамки обеспечивают прочную основу для ответственного управления этим океаном». Запрос Китая был одобрен на следующем министерском заседании Арктического совета в мае 2013 года. Статус постоянного наблюдателя позволит изложить свою точку зрения, но не голосовать.

## Оценки
Согласно Diplomat, "в качестве заинтересованной стороны в Арктике позиция Китая превратилась из «пассивного следователя правилам» в регионального «законодателя».
В Белой книге подтверждается приверженность Китая соблюдению международного права при одновременном продвижении интернационализации управления Арктикой, в том числе и на квазиарктические государства. Как говорится в документе, Китай стремится распространить свою инициативу «Пояс и путь» и на Арктику.